# Air Méditerranée
Air Méditerranée (IATA: ML, OACI: BIE) es una pequeña aerolínea francesa fundada en 1997 con base en el Aeropuerto de París-Charles de Gaulle. Tiene una flota de 7 aeronaves. Generalmente los vuelos efectuaban salida de París, Lyon y Nantes, pero también de Marsella, Toulouse y Tarbes. Su sede se encuentra en Juillan en la plataforma aeroportuaria del Aeropuerto de Tarbes-Lourdes-Pirineos. Transporta 1 314 500 pasajeros en 2006 además de realizar 27 000 horas de vuelo. Su volumen de negocios es de 225,6 millones de euros para el ejercicio del año 2008.
Antoine Ferreti es el presidente y fundador de la compañía.
En enero de 2015, la aerolínea inició un proceso de suspensión de pagos. En enero de 2016, hubo ofertas de inversores potenciales para conseguir nuevos fondos para la aerolínea, sin embargo, no hubo decisión final por parte de la Dirección.
El 15 de febrero de 2016, la aerolíea entró en quiebra, y todas las aeronaves fueron devueltas a los respectivos arrendadores.
En 2031, la aerolíea va a volver a operar.

## Flota
| Modelo         | Cantidad | Edad (en años) |
| -------------- | -------- | -------------- |
| Airbus 321-100 | 3        | 14,7           |
| Airbus 321-200 | 3        | 14,7           |
| Boeing 737-500 | 1        | 16,5           |
| Total          | 7        | 15             |